# 119P/Parker-Hartley
119P/Parker-Hartley è una cometa periodica appartenente alla famiglia delle comete gioviane. 

## Storia della scoperta
La cometa è stata inizialmente scoperta il 29 settembre 1986 e ritenuta un asteroide e come tale denominata 1986 TF. Il 2 marzo 1989 fu riscoperta dagli astronomi Quentin A. Parker e Malcolm Hartley, questa volta come cometa e come tale denominata 1989i Parker-Hartley: una settimana dopo la scoperta veniva annunciata la sua identificazione con l'asteroide 1986 TF e contestualmente veniva comunicato che la cometa nel maggio 1984 era passata a sole 0,17 U.A. dal pianeta Giove e che tale passaggio ravvicinato aveva cambiato l'orbita fin allora seguita dalla cometa, due giorni dopo veniva comunicato che un riesame di immagini di 1986 TF riprese l'8 ottobre 1986 mostravano già allora un aspetto cometario. La riscoperta il 23 giugno 1995 ha permesso di numerare la cometa.

## Incontri ravvicinati con Giove
La cometa fino al maggio 1984 ha seguito un'orbita molto diversa da quella attuale in quanto in quel periodo ha avuto un incontro ravvicinato col pianeta Giove che l'ha portata a sole 0,17 U.A. da questo pianeta e che ha determinato la modifica dei suoi parametri orbitali (1984 q = 4,4 UA - 2018 q = 3,03 UA / 1984 e = 0,1 - 2018 e = 0,29). 
Il 24 agosto 2019 i due corpi sono transitati a sole 0,1745 UA di distanza, analogamente a quella del 1984. Dopo un ulteriore incontro previsto per il 2078, questa volta a maggior distanza (1.54 UA), le effemeridi prevedono che il 17 marzo 2161 i due corpi passeranno a sole 0,0192 UA di distanza (dal centro di Giove) pari a poco più di 2.877.000 km, appena fuori dal sistema dei satelliti medicei.
Queste effemeridi future sono calcolate sulla base della forza gravitazionale integrata dagli effetti delle forze non gravitazionali (effetto razzo dei gas e polveri emessi dal nucleo cometario). Mentre gli effetti delle forze gravitazionali, entro gli errori di calcolo, sono determinabili con sicurezza, gli effetti delle forze non gravitazionali comprendono fattori soggetti a variazioni aleatorie che rendono il loro calcolo soggetto a incertezze non quantificabili con precisione. Il risultato è che più ci si allontana nel futuro più le effemeridi perderanno di valore effettivo: mentre il passaggio del 24 agosto 2019 e avvenuto secondo le effemeridi previste, i due passaggi ravvicinati successivi, in particolare il secondo del 2161, saranno soggetti a non trascurabili incertezze.